# Arena caliente
Arena caliente es una canción que ocupa la cara B del sencillo Lady Pepa, del grupo Los Pekenikes. El empleo de viento metal impulsaría al grupo a integrarlos establemente. Además de batería, bajo, dos guitarras eléctricas y guitarra española se escucha una trompeta con sordina, otra sin sordina y trombón. Los dos últimos músicos no están acreditados. Especialmente reseñable es el empleo de la batería, moderado en los demás temas, pero en primer plano aquí.

## Miembros
- Alfonso Sainz - Guitarra española
- Lucas Sainz - Guitarra eléctrica
- Ignacio Martín Sequeros - Bajo eléctrico
- Jorge Matey Batería
- Tony Luz - Guitarra eléctrica
- Trompeta (con sordina y sin ella): sin acreditar
- Trombón: sin acreditar